# 武田航介
武田 航介（たけだ こうすけ、2000年3月8日 - ）は、日本で活動していた子役。主にモデル、俳優として活動。活動当時はキャロットに所属していた。
将来の夢は特撮ヒーローになること。2006年に特撮ヒーロー番組『仮面ライダーカブト』において、主人公の仮面ライダーカブト・天道総司の幼少時代を演じた。

## モデル活動

### 広告
- ブティック社 子供のスモック＆エプロン（2002年）
- ノバルティスファーマ（2002年）
- イトーヨーカ堂（2003年、2005年、2007年）
- フレーベル館 総合カタログ、運動会用プレゼントグッズ、アンパンマン・パタパタプール（2004年）
- 学研 はなまるきっず（2004年）
- コクヨ はじめてのデスク（2005年）
- トイザらス（2005年）
- 髙島屋 七五三（2005年）
- 学研 パンフレット（2005年）
- 雄鶏社 ゆかたとじんべい（2005年）
- 日本児童教育振興財団 もうすぐ一年生（2005年）
- キヤノン EOS Kiss（2005年）
- 日産自動車 オーナーズマガジン（2005年）
- 矢部プロカッティング（2005年）
- リクルート とらばーゆ Be with（2005年）
- フレーベル館 給食器、運動会用品カタログ（2005年）
- コナミスポーツクラブ（2006年）
- ムトウ チャーチーム 春・夏号カタログ（2007年）
- ニッセン なかよし共和国 夏号カタログ（2007年）

### 商品パッケージ
- トミー 森のおふろセット（2004年）

## 出演

### CM
- セガトイズ Beena（2005年7月19日 - 2006年2月）
- イトーヨーカ堂 夏のクリアランスセール（2006年6月20日 - 7月2日）

### テレビドラマ
- 花より男子（2005年、TBS） - 道明寺司（幼少） 役
- 仮面ライダーカブト（2006年、テレビ朝日） - 天道総司（幼少） 役
- RHプラス（2008年、TOKYO MX） - 野上誠（幼少） 役

### 映画
- 陰日向に咲く（2008年） - シンヤ（幼少） 役